# Leucania latiuscula
Leucania latiuscula är en fjärilsart som beskrevs av Herrich-Schäffer 1868. Leucania latiuscula ingår i släktet Leucania och familjen nattflyn. Inga underarter finns listade i Catalogue of Life.